# Bruna Cusí
Bruna Cusí Echaniz (Barcellona, 9 settembre 1987) è un'attrice spagnola, vincitrice del premio Goya 2018 come miglior attrice rivelazione per l'interpretazione nel film Estate 1993.

## Filmografia parziale

### Cinema
- Estate 1993 (Estiu 1993), regia di Carla Simón (2017)
- Dov'è la tua casa (Hogar), regia di Álex e David Pastor (2020)

### Televisione
- L'alienista (The Alienist) – serie TV, 5 episodi (2020)

## Riconoscimenti
- Premio Goya 2018 – Premio Goya per la migliore attrice rivelazione per Estate 1993